# Cariñena
Cariñena es un municipio y localidad española de la provincia de Zaragoza, en la comunidad autónoma de Aragón. Perteneciente a la comarca del Campo de Cariñena, el término municipal cuenta con una población de 3456 habitantes (INE 2024). Es el centro de la región vitivinícola de la denominación de origen Cariñena.

## Geografía
Integrado en la comarca del Campo de Cariñena, de la que ejerce de capital, se sitúa a 47 km de Zaragoza. El término municipal está atravesado por la autovía Mudéjar (A-23) y por la carretera N-330 entre los pK 446 y 455, además de por las carreteras autonómicas A-220 (La Almunia de Doña Godina-Belchite) y A-1504, que conecta con Aguarón. Además, una carretera local permite la comunicación con Encinacorba. 
Cariñena se asienta en la zona central del valle medio del Ebro a 591 m sobre el nivel del mar, en la región de contacto entre las primeras elevaciones del sistema Ibérico y los relieves propios de la depresión del Ebro. La altitud oscila entre los 750 m en el extremo suroccidental, cerca de la sierra de Algairén, y los 480 m al norte, a orillas de la rambla de Cariñena. 
| Noroeste: Cosuenda y Alfamén | Norte: Alfamén | Noreste: Longares       |
| Oeste: Aguarón               |                | Este: Longares y Tosos  |
| Suroeste: Encinacorba        | Sur: Paniza    | Sureste: Tosos y Paniza |

Su precipitación media anual es de 590 mm, preferentemente distribuida en los meses de primavera y otoño. Las temperaturas son similares a las de la depresión del Ebro, siendo la media anual 12,8 °C, con elevadas amplitudes térmicas (17,8 °C).

## Toponimia
El topónimo Cariñena tiene su origen en la época romana. Plinio, procurador de la Hispania Tarraconense, llamó Carae a este poblado romano, y el sufijo -iniana, formando Cariniana, es característico de muchas fincas rústicas romanas.
Cariniana significa «la alquería», mansión situada en la antigua Carae y hace referencia a su propietario Carinius. A partir del siglo II, una imparable tendencia a la concentración de la propiedad en pocas manos, provocará la aparición de los grandes latifundios cuyos propietarios dieron nombre a lugares como este. Ya en la Edad Media, el topónimo evolucionará hasta convertirse en el actual Cariñena.

## Historia

### Edad Antigua
Aunque no se han encontrado restos del asentamiento original, algunos indicios señalan que ya habitaban los celtíberos en la zona en el siglo III a. C.
La romanización del lugar comenzó tras la caída de Numancia y la incorporación de la región a los dominios romanos. Posteriormente, la fundación de la colonia inmune de Caesaraugusta entre el 24 y el 12 a. C. convirtió la población en un creciente asentamiento rural que abastecía de vino, principalmente, a la nueva ciudad.

### Alta Edad Media
Tras la caída del reino visigodo en 711, la villa es ocupada por los musulmanes en el 714, quedando dentro de la Marca Superior de al-Ándalus con capital en Saraqusta. Formó parte de la posterior Taifa de Zaragoza hasta su caída tras la toma de Zaragoza por Alfonso I en 1118.

### Incorporación a la Corona de Aragón
Cariñena fue sitiada y tomada en 1119, incorporándose al Reino de Aragón. La ciudad le fue entregada al caballero Pedro Ramón mediante una carta puebla en 1124 como recompensa por su ayuda en la conquista de la misma y con intención de llevar a cabo la repoblación de la zona.
En 1248, por privilegio de Jaime I, este lugar se desliga de la dependencia de Daroca, pasando a formar parte de Sesma de Langa en la Comunidad de Aldeas de Daroca, que dependían directamente del rey, perdurando este régimen administrativo hasta la muerte de Fernando VII en 1833, siendo disuelta ya en 1838.
Durante la guerra de Pedro IV contra la Unión 1347-1348, Cariñena, junto con la Comunidad de Daroca, se mantiene leal al rey, convirtiéndose la villa en lugar de reunión y negociaciones entre el Justicia y el monarca.
Poco antes de la guerra de los Dos Pedros, por orden de Pedro IV en las Cortes de Cariñena de 1357 se refuerza la muralla de la villa ante el temor a que desde Castilla se lancen incursiones contra la zona. Pese a esa previsión, las tropas castellanas conquistan la ciudad el 16 de abril de 1363, arrasándola durante la ocupación, dando lugar a la leyenda que asegura que todos sus habitantes fueron mutilados cortándoles la nariz y las orejas. El historiador Jerónimo Zurita, en sus Anales de la Corona de Aragón, refiere la toma de Cariñena en los términos siguientes: «Y entre tanto se entró Cariñena por combate y fuerza de armas; y —según don Pedro López de Ayala escribe— mandó el rey de Castilla pasar a cuchillo a todos los que estaban en su defensa. Y en otras memorias de aquella guerra se afirma que se señaló más allí el rey de Castilla en mandar ejecutar el castigo y venganza cruelísimamente que en otra parte». El rey de Aragón, como recompensa por la lealtad de la villa, concede el uso de un blasón que después dará lugar al escudo y bandera de la ciudad (lo que explicaría que su escudo incluya un rostro humano con dichos apéndices de otro color). 
Finalmente la localidad regresa a manos aragonesas reconstruyéndose el anillo amurallado del que, en la actualidad, solo queda el llamado Torreón de las Monjas.

### Edad Moderna
La situación de la villa en la ruta que unía Madrid con Barcelona, a través de Zaragoza, y a su vez su emplazamiento en el camino entre esa ciudad y Valencia la convierte en lugar de paso obligado de las distintas comitivas reales de los Austrias. Así, en 1585, Felipe II, cuyo confesor fray Juan Bernal provenía de una familia de la villa, visita la localidad en su camino hacia las Cortes de Monzón, ofreciéndose en su honor dos fuentes llenas de vino (uno blanco y otro tinto) que darían lugar a la tradición del llenado de la Fuente de la Mora durante la Fiesta de la Vendimia.
En 1599, es el nuevo monarca, Felipe III, el que visita la ciudad, concediendo a la villa diversas prerrogativas judiciales por medio de la mejora de su carta puebla que le conceden una elevada autonomía sobre Daroca.
Sin embargo, la decisión de expulsar a los moriscos en 1609, se convierte en un auténtico problema para Cariñena ya que una parte considerable de la población estaba integrada por este grupo. Su salida a lo largo de los siete años siguientes reduce drásticamente la mano de obra disponible en los campos y el total de la población del lugar, provocando una crisis demográfica de la que tardaría varios años en salir.
En 1701, al inicio de la guerra de sucesión española, Cariñena se declaró favorable al archiduque Carlos de Austria; sin embargo Felipe de Anjou, en su viaje a Zaragoza para jurar los fueros de Aragón hizo una parada en la villa. Carlos III visitó la villa en 1759.

### Edad Contemporánea

#### SigloXIX
Carlos IV visitó Cariñena en 1802, poco antes del inicio de la guerra de la Independencia española. Su hijo, Fernando VII, en su regreso desde Bayona tras la caída de Napoleón, se detuvo en Cariñena en 1814.
Durante la guerra de la Independencia, en 1808, siguiendo órdenes del general Palafox, se formó en la villa una compañía de escopeteros para reforzar la guarnición de Zaragoza y asegurar la llegada de suministros desde el suroeste. En 1809 se creó el Batallón de Cazadores del Campo de Cariñena, con tropas reclutadas en toda la comarca, comandadas por el teniente coronel Ramón Gayán, nacido en el vecino pueblo de Paniza.

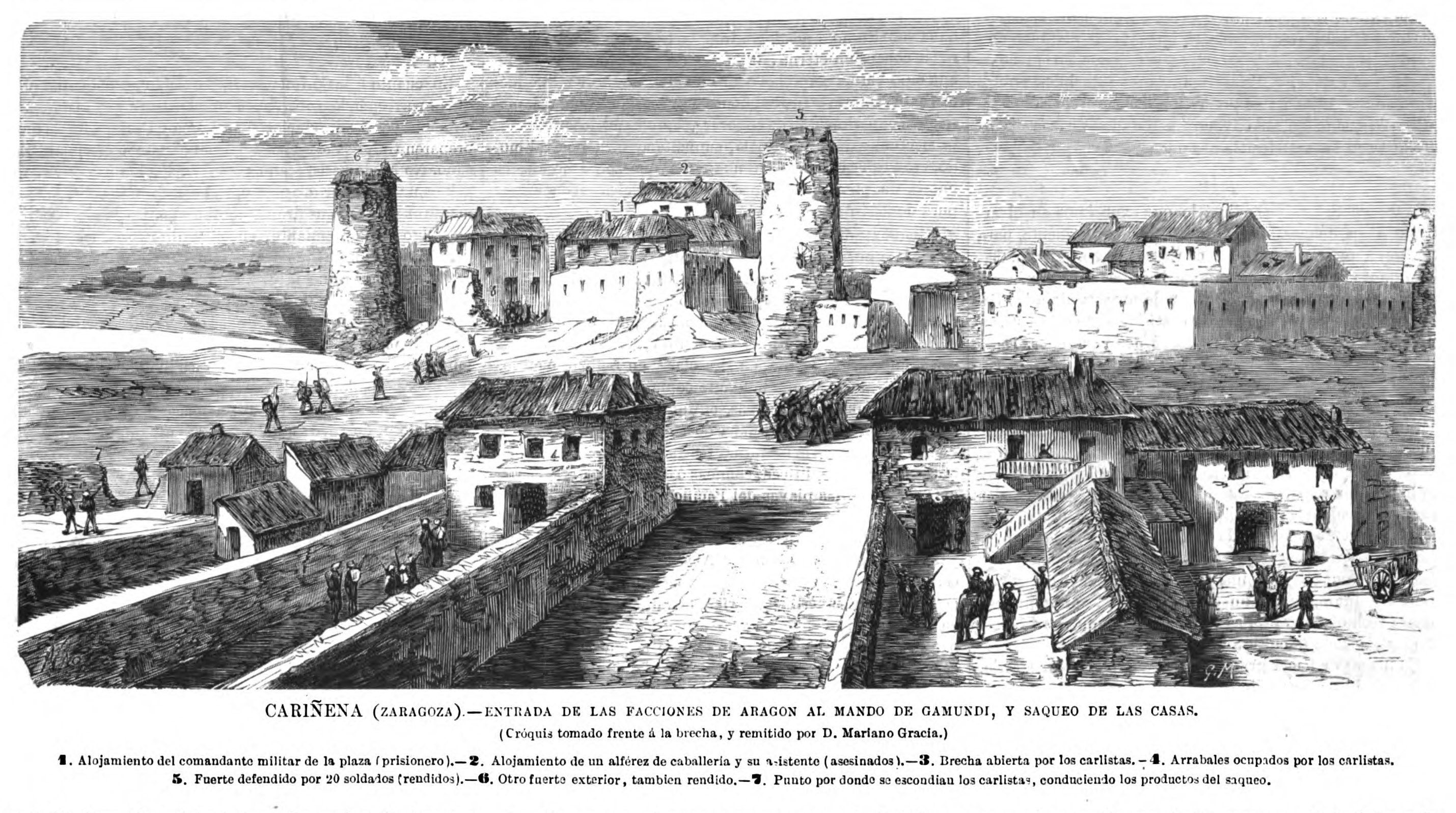
Vista de Cariñena hacia 1875 durante la tercera guerra carlista

En 1838, durante la primera guerra carlista, se constituye en Cariñena uno de los cuarteles de caballería que el general Marcelino Oráa creó en Aragón para hacer frente a la insurrección carlista que tenía su epicentro en Morella. La ciudad fue tomada durante unas horas en junio de 1875 por las tropas carlistas asentadas en Cantavieja, durante el trascurso de la tercera guerra carlista.
Pascual Madoz, en su Diccionario geográfico-estadístico-histórico de España y sus posesiones de Ultramar de 1845, describe a Cariñena en los términos siguientes: 

Tiene 500 casas, distribuidas en varias calles y plazas; en la mayor de estas se encuentra la llamada municipal ó de ayuntamiento, que es un edificio sólido y de buena arquitectura.

#### SigloXX
El 3 de junio de 1909, Alfonso XIII concedió el título de ciudad a Cariñena por dos motivos: su importancia histórica y su adhesión a las instituciones, especialmente por su participación en la guerra de la Independencia (1808-1814); y su participación en la lucha contra la filoxera, que arrasaba los viñedos españoles 
Durante toda la Guerra Civil Cariñena estuvo en la zona rebelde. Se instaló en la ciudad un hospital militar en el Colegio de las Monjas de Santa Ana, donde se atendió por igual a heridos de ambos ejércitos, destacando en esa labor la hermana Matilde, de la comunidad de las Hermanas de la Caridad de Santa Ana, quien pidió que, al morir, fuese enterrada con los muertos de ambos bandos que se encuentran en las distintas fosas comunes del cementerio municipal.
Durante la batalla de Belchite (1937), Cariñena se convirtió en un punto de reagrupamiento y abastecimiento esencial en el flanco sur del bando sublevado. Igualmente, durante la ofensiva de Aragón (1938), fue en esta localidad donde se agruparon distintas unidades del general José Solchaga en la nueva ofensiva sobre Belchite.

#### SigloXXI
El 23 de septiembre de 2008, los reyes de España, Juan Carlos y Sofía, visitaron la ciudad con motivo de la celebración del 75 aniversario de la constitución del Consejo Regulador de la Denominación de Origen de Cariñena.

## Demografía
Cariñena cuenta con una población de 3456 habitantes (INE 2024).
| Gráfica de evolución demográfica de Cariñena entre 1842 y 2021                                                      |
| |
| Población de derecho según los censos de población del INE Población de hecho según los censos de población del INE |

| Nacionalidad | Hombres | Mujeres | Total | %      | Proporción |
| ------------ | ------- | ------- | ----- | ------ | ---------- |
| Española     | 1215    | 1211    | 2426  | 72,5 % |            |
| Extranjera   | 471     | 448     | 919   | 27,4 % |            |

De acuerdo al censo de España de 1875, la población de Cariñena era de 3488 habitantes, siendo ya entonces el núcleo de población más importante del partido judicial de Daroca. En 1970 eran 2873 los habitantes con que contaba la ciudad, cifra inferior a los que poseía a principios de siglo (3427), como resultado de la emigración en la década de 1950 y 1960. No obstante, el siglo XXI trajo consigo la recuperación demográfica del municipio: 3536 habitantes en 2005 y 3457 en 2014.

## Economía

### Vino de Cariñena

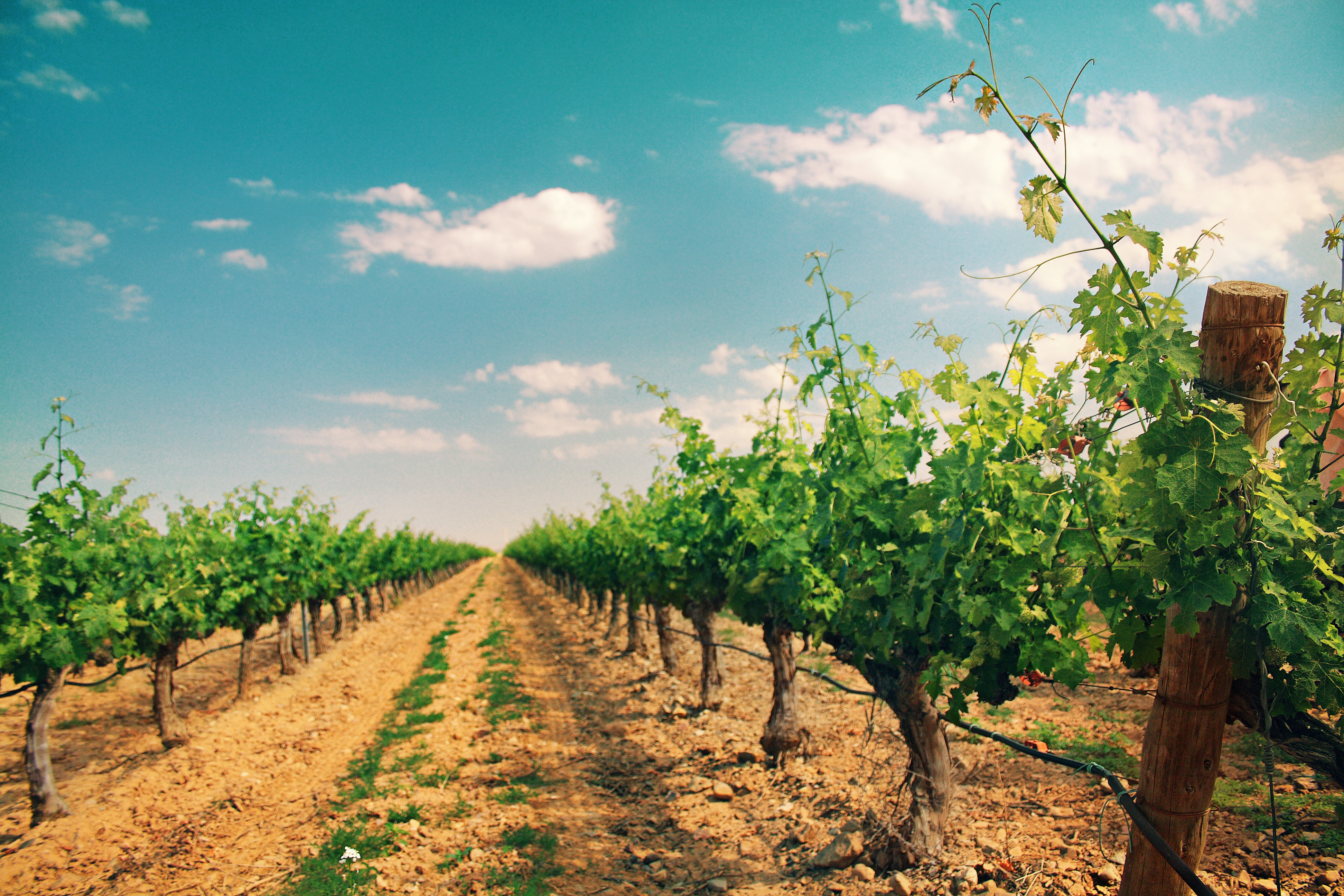
Viñedo en Cariñena. El municipio cuenta con nueve bodegas dentro de la D.O. Cariñena (2013)

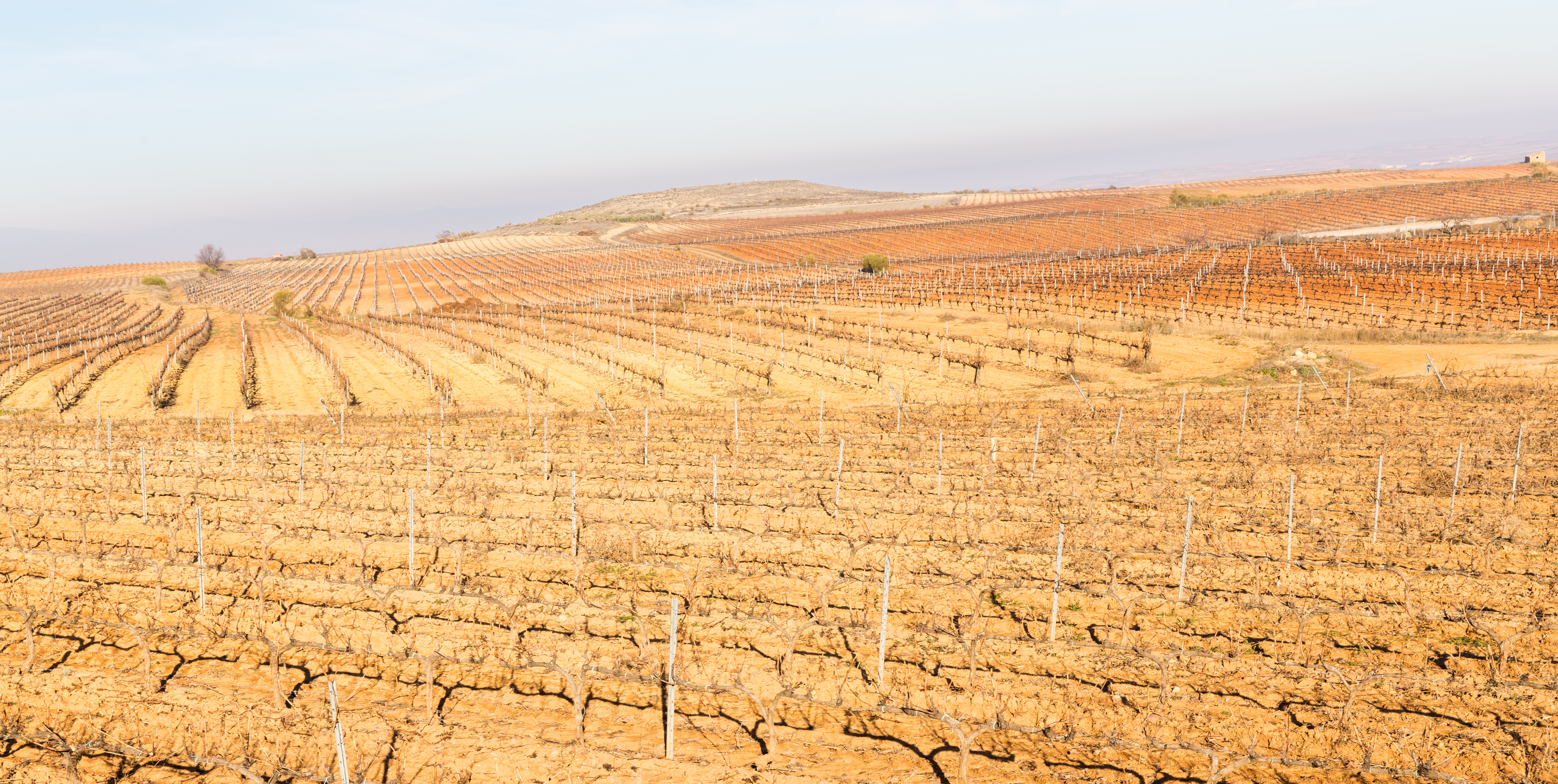
Viñedos en invierno

Desde antiguo, la historia del municipio ha estado estrechamente relacionado con mundo del vino; el cultivo de la vid en esta zona se remonta a época romana. La visita a la localidad del monarca Felipe II en 1585, se relaciona con la tradición del llenado de la Fuente de la Mora en la Fiesta de la Vendimia, siendo el rey agasajado con «dos fuentes de vino, rica de pan, abundante de fruta y olivares». Ya en 1696, se aprobó en la villa de Cariñena el llamado «Estatuto de la Vid», con el fin de limitar las plantaciones en función de la calidad de la tierra donde fueran a ubicarse los viñedos. No obstante, es en el siglo XVIII cuando se roturaron nuevas tierras debido al aumento de la población.
Pero fue a finales del siglo XIX cuando el sector vinícola cobró fuerza debido a la crisis de la filoxera francesa. Además, la inauguración del ferrocarril de vía estrecha Cariñena-Zaragoza (1887), permitió distribuir las producciones de la zona. En 1932, coincidiendo con la creación de las denominaciones de origen, se inauguró la Estación Enológica de Cariñena, desde donde se promovieron nuevas técnicas de cultivo y elaboración, si bien la Guerra Civil y la posguerra retrasaron el giro hacia la calidad hasta los años 1970. No sería hasta la siguiente década cuando se produjo el salto cualitativo en la elaboración del vino con la introducción de nuevos sistemas de cultivo, la inversión en tecnología y la adopción de nuevas prácticas enológicas.

## Administración y política
| Período   | Alcalde                  | Partido | Partido |
| --------- | ------------------------ | ------- | ------- |
| 1979-1983 | José Bribián Sanz        | PAR     |         |
| 1983-1987 | Fernando Peligero Gómez  | PAR     |         |
| 1987-1991 | José Bribián Sanz        | CDS     |         |
| 1991-1995 | José María López Gimeno  | PSOE    |         |
| 1995-1999 | Juan José Gimeno Villar  | PP      |         |
| 1999-2003 | Juan José Gimeno Villar  | PP      |         |
| 2003-2007 | Alejandro Bribián Andrés | PP      |         |
| 2007-2011 | Sergio Ortiz Gutiérrez   | PSOE    |         |
| 2011-2015 | Sergio Ortiz Gutiérrez   | PSOE    |         |
| 2015-2019 | Sergio Ortiz Gutiérrez   | PSOE    |         |
| 2019-2023 | Sergio Ortiz Gutiérrez   | PSOE    |         |
| 2023-2027 | Sergio Ortiz Gutiérrez   | PSOE    |         |

| Partido político    | Partido político                                   | 1999   | 2003   | 2007   | 2011   | 2015   | 2019   | 2023   |
| Partido político    | Partido político                                   | Ediles | Ediles | Ediles | Ediles | Ediles | Ediles | Ediles |
|                     | Partido de los Socialistas de Aragón (PSOE-Aragón) | 4      | 3      | 3      | 6      | 6      | 6      | 5      |
|                     | Partido Popular de Aragón (PP)                     | 6      | 5      | 4      | 3      | 3      | 3      | 3      |
|                     | Vox                                                | —      | —      | —      | —      | —      | —      | 2      |
|                     | Chunta Aragonesista (CHA)                          | —      | 1      | 2      | 1      | 1      | 1      | 1      |
|                     | Partido Aragonés (PAR)                             | 1      | 2      | 1      | 1      | 1      | 1      | 0      |
|                     | Grupo Independiente de Cariñena (GIC)              | —      | —      | 1      | —      | —      | —      | —      |
| Total de concejales | Total de concejales                                | 11     | 11     | 11     | 11     | 11     | 11     | 11     |

## Patrimonio

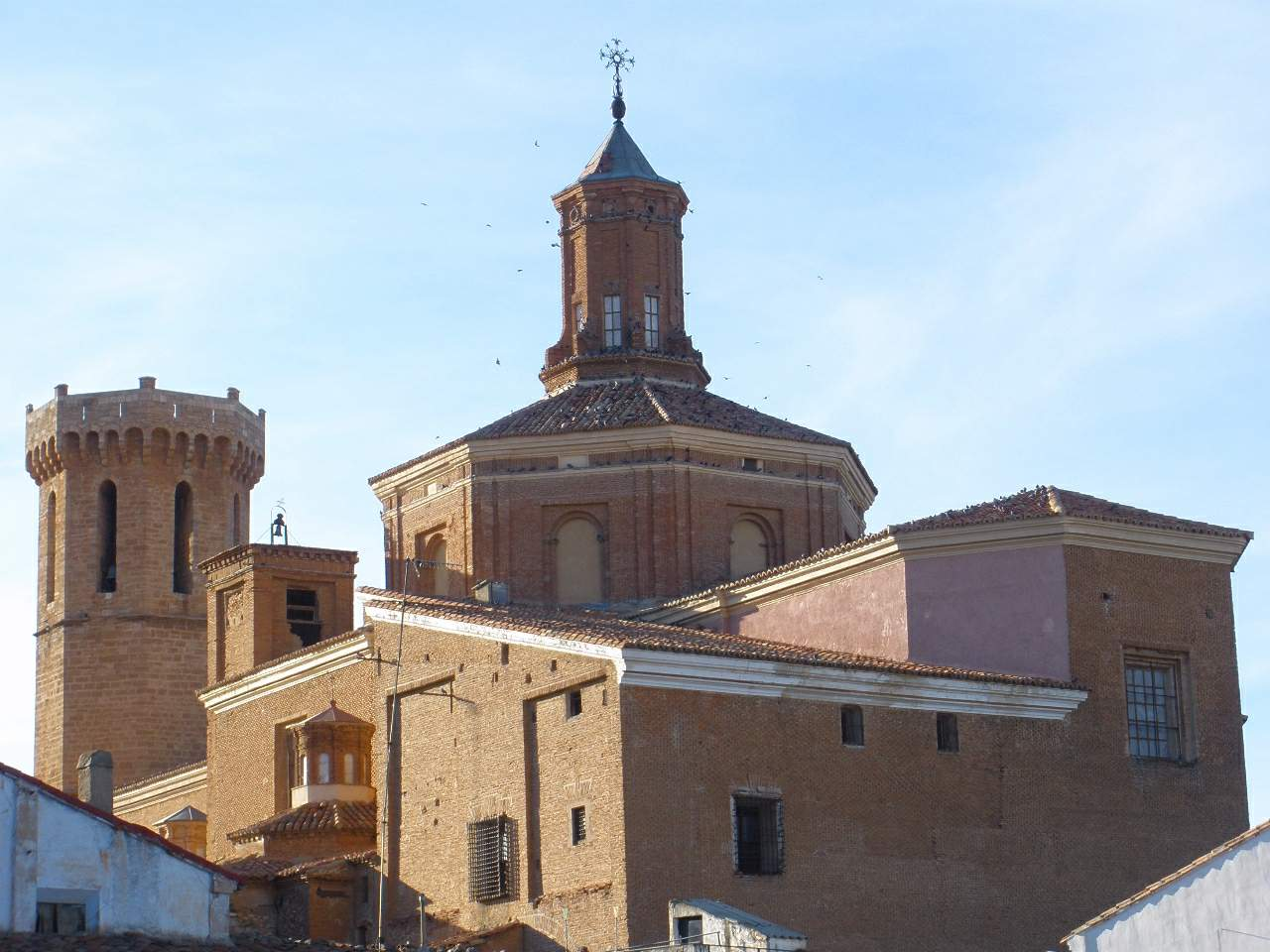
Iglesia de la Asunción, templo barroco inaugurado en 1734

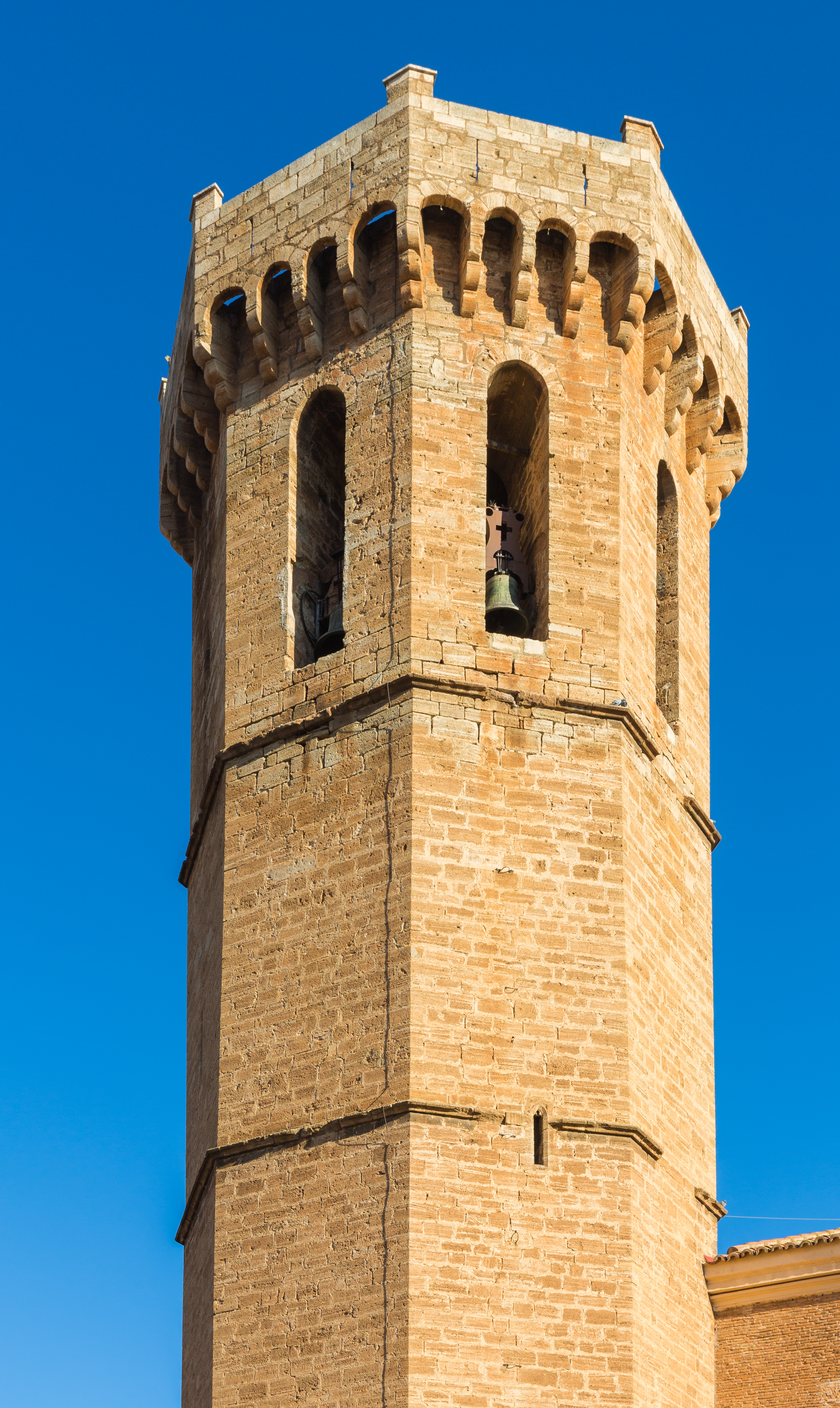
Torre fortificada de la iglesia de la Asunción

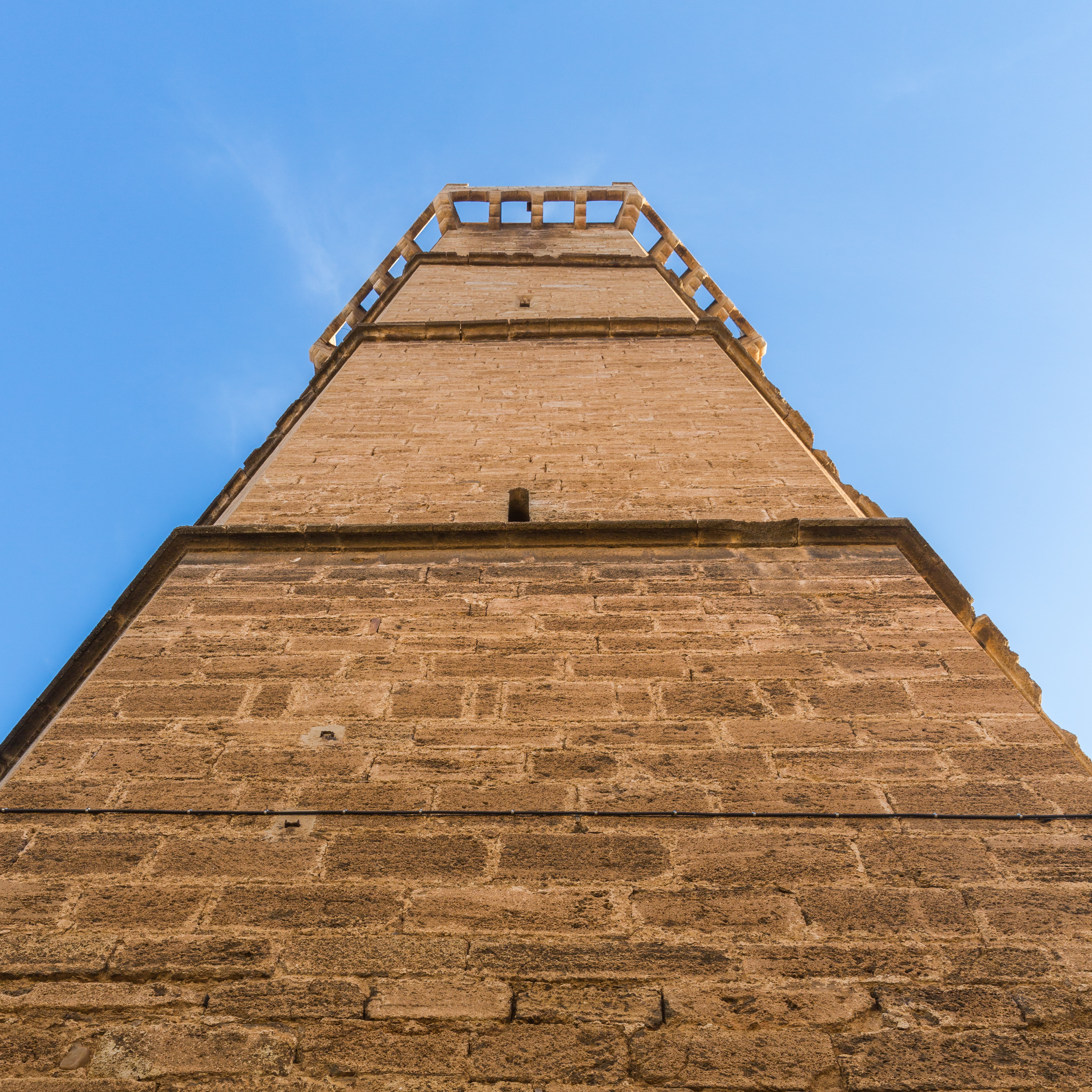
Vista inferior de la torre fortificada

### Patrimonio religioso
Destaca la iglesia parroquial de la Asunción de Nuestra Señora, construida sobre la antigua colegiata de Santa María que, a su vez, se levantó en el solar que ocupaba la mezquita. Se edificó en estilo barroco durante el siglo XVII, si bien conserva la torre gótica del siglo XIV, perteneciente a la anterior iglesia. La planta es basilical con tres naves, ocho capillas entre los contrafuertes, cabecera muy profunda y poligonal de orden corintio y triforio en el crucero. En ella se aprecia un carácter defensivo en los matacanes del cuerpo superior, así como la robustez y severidad de su construcción. Distintas piezas artísticas de su interior se exponen en el museo parroquial, instalado en el propio templo.

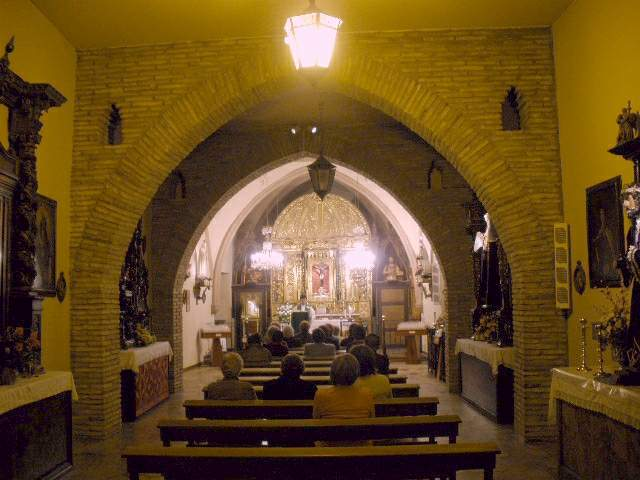
Interior de la iglesia de Santiago

Otra buena muestra de arquitectura religiosa es la iglesia de Santiago. Es un templo gótico levantado entre los XIII y XIV, identificado con la sinagoga judía. Destaca su carácter subterráneo, pues fue la capilla de un antiguo hospital. Tiene planta rectangular, de una sola nave, y en ella se suceden cuatro arcos arabescos de ladrillo ojivales que conforman su fábrica. En 1978, tres de estos cuatro arcos fueron demolidos junto con sus muros al construir un nuevo edificio anejo a la iglesia, siendo posteriormente reconstruidos.
A unos 7 km al norte de la población, entre los campos de viñedos, se localiza el santuario de la Virgen de Lagunas. El conjunto es barroco, con elementos mudéjares, y fue construido en el siglo XVII. Contiene elementos anteriores, apreciables en la primitiva ermita, del siglo XV, y en la torre, datada en el siglo XVI.

### Patrimonio civil

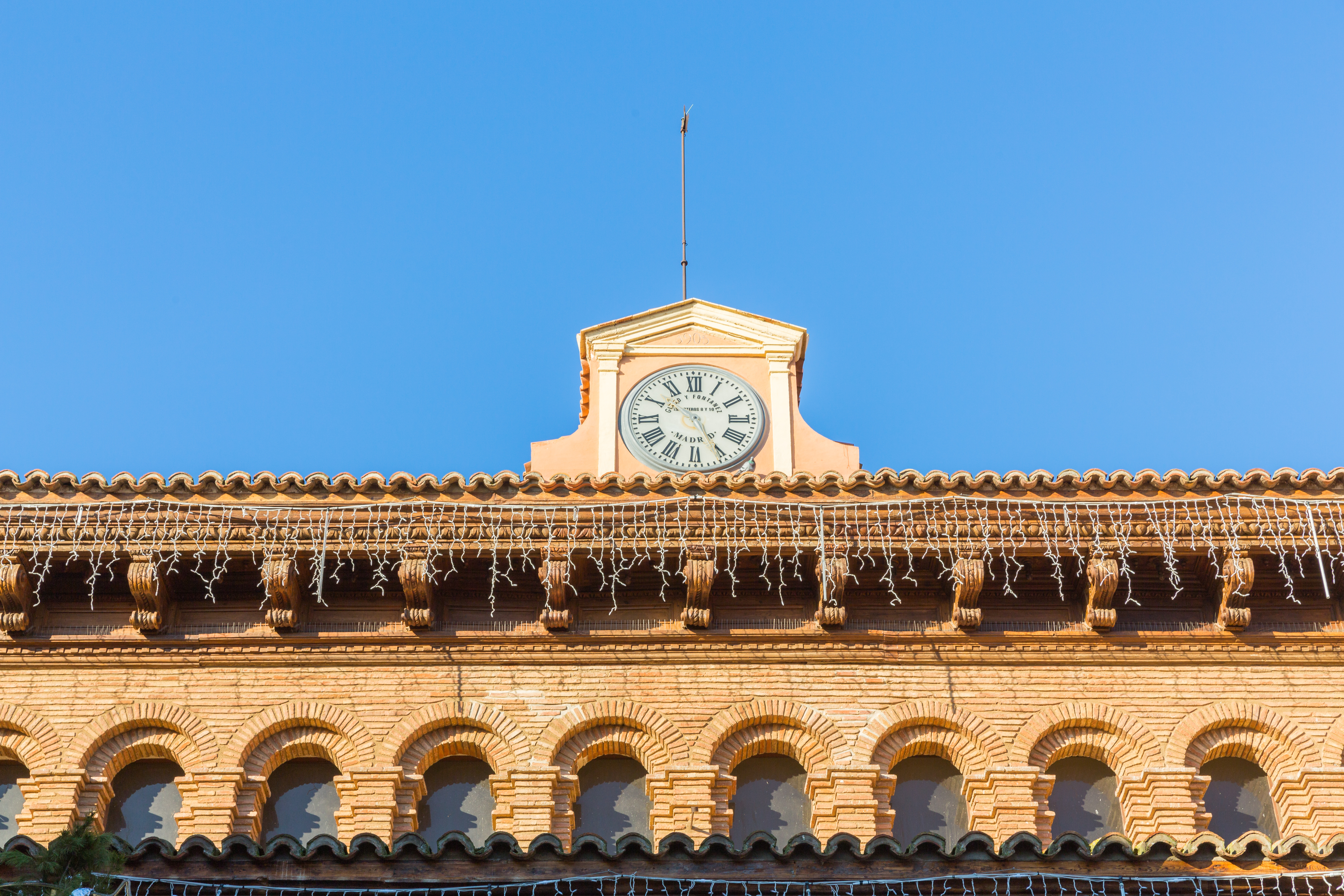
Detalle de la casa consistorial (siglos -)

En este apartado sobresale la Casa Consistorial, palacio de tipo aragonés de estilo renacentista que data del siglo XVI. En un principio el edificio constaba solo de dos plantas inferiores, que se asomaban al exterior mediante arcadas sobre columnas. En el siglo XVII se elevó una planta con la típica galería aragonesa y con alero muy saliente. El edificio se halla coronado por un reloj que marca la vida urbana de la ciudad.
Adosado al ayuntamiento se levanta el Edificio de la calle Portolés, interesante palacio aragonés realizado en época moderna. Constituye un ejemplo notable dentro del conjunto de arquitectura civil de la localidad.
La Fuente de la Mora, delante de la casa consistorial, se levantó a finales del siglo XIX. Posee forma circular, y las esculturas que la decoran son cuatro patos que rodean una columna que soporta un plato circular, del cual se levanta una figura femenina con un canasto sobre su cabeza, en actitud de caminar. Es interesante el hecho de que, el Día de la Vendimia, en septiembre, deja de manar agua de la fuente y comienza a brotar vino.

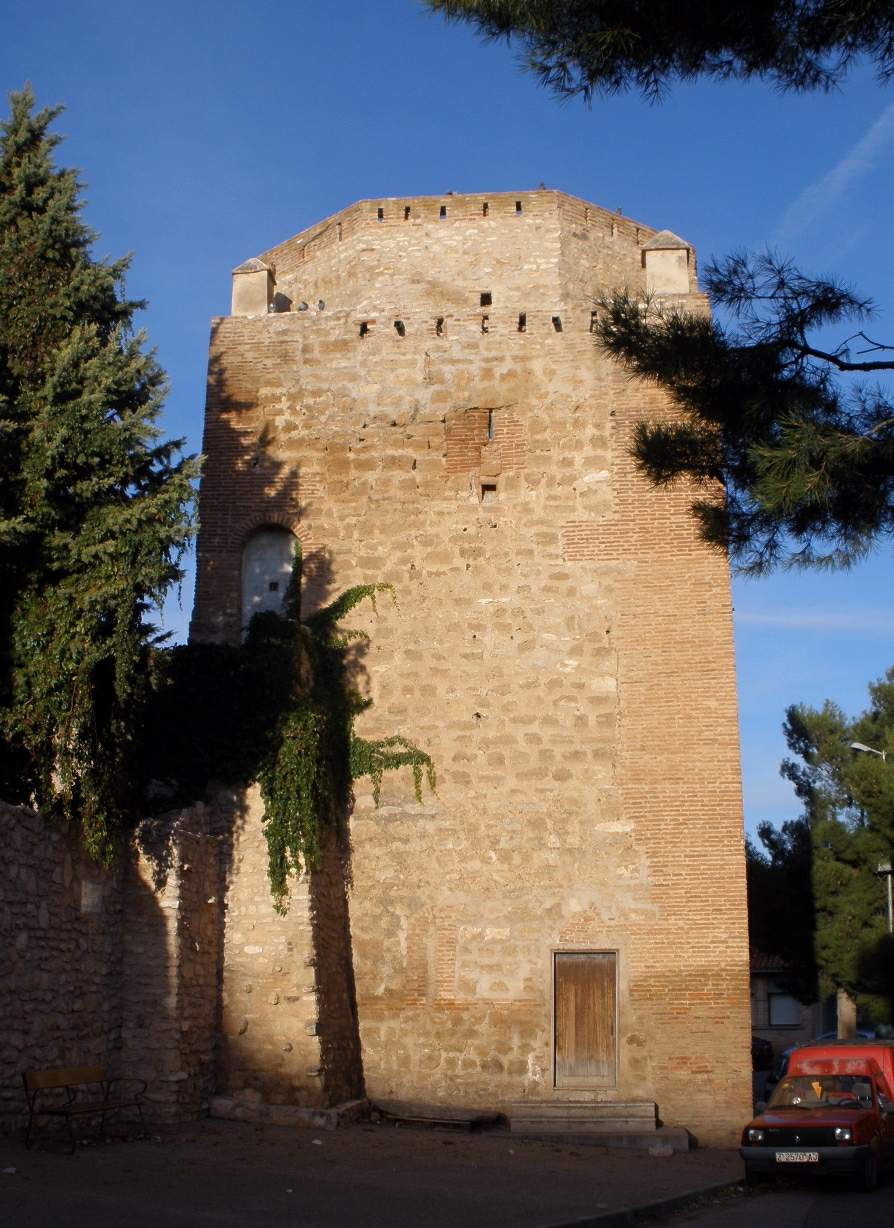
Torreón de las Monjas, único vestigio de las antiguas murallas

El casco antiguo contiene numerosas casonas aragonesas de estilo renacentista, entre las que cabe mencionar la casa-palacio de los Arazuri, del siglo XVI, y la casa de la Castana, del siglo XVII. Esta última está considerada una de las casonas más bellas de la ciudad.
De las murallas que en el siglo XIV circundaban Cariñena, apenas quedan vestigios. Entre ellos, destaca el torreón de las Monjas, de planta cuadrada y remate octogonal, que alcanza los 15,5 m de altura. El aparejo es de piedra, muy poco trabajada, unida con argamasa y remate de ladrillo en las esquinas. El interior consta de dos plantas y un pasillo central para comunicar con las murallas. Formaba parte del conjunto de torreones defensivos de la localidad, entre los que estaban el torreón de las Santas, el de la calle Santiago y el de las Sisas, demolidos en la primera mitad del siglo XX.
Adosada a la muralla, por el interior, se encuentra otra fuente, la llamada Fuente Vieja, cuya cronología es del siglo XV. Actualmente continúa en uso.
Por último, hay que mencionar el excepcional arco del Cordero, fechado en el siglo XVII. Junto con el de Brujas, en Bélgica, es único en el mundo.[¿Por qué?]

### Patrimonio cultural
Cariñena cuenta con un Museo del Vino, emplazado en las dependencias de lo que se ha dado en llamar la Casa de la Viña y el Vino. Esta se encuentra en una bodega de 1918, edificio que constituye un ejemplo único de la arquitectura industrial modernista en la zona.
El espacio museístico se concibe como elemento promocional del vino de Cariñena, poniendo énfasis en las particularidades del Campo de Cariñena. También se rinde homenaje a las gentes de la zona, que durante siglos se han dedicado a la actividad vitivinícola.

### El vino de Cariñena en la literatura
- El dramaturgo español Pedro Muñoz Seca, en su conocida obra cómica La venganza de don Mendo hace referencia al excelente vino de Cariñena a través del personaje central, don Mendo, que utiliza como excusa que bebió demasiado del mismo y por eso perdió una partida crucial al juego de cartas conocido como "las siete y media".

¡Serena, escúchame, Magdalena, porque no fui yo... no fui!

Fue el maldito cariñena, que se apoderó de mí
La venganza de don Mendo, Jornada primera

- En el famoso drama de José Zorrilla, Don Juan Tenorio, se encuentra, en la escena segunda del acto segundo, una referencia al vino que beben don Juan, Centellas y Avellaneda, siendo dichos caldos el Cariñena y el Jerez.

## Fiestas y eventos
- El 29 de enero se celebra San Valero, patrón de la localidad. Se ofrece un gran roscón, bendecido por el párroco y colocado en la Fuente de la Mora, para que todos los vecinos participen de él.
- El Lunes de Pascua se realiza una romería al Santuario de la Virgen de las Lagunas.
- Aunque de reciente implantación —la primera edición tuvo lugar el 31 de julio de 2004—, la exaltación del escudo de Cariñena conmemora el asedio por parte de las tropas castellanas a la villa y la posterior reconquista por parte de Pedro IV el Ceremonioso, quien otorgó a la localidad el escudo de armas.
- En verano se celebra la Ruta de Verano del Vino de las Piedras(en 2015 se celebró la III edición de este evento el fin de semana del 18-19 de julio). Los vinos de Cariñena por su terroir tienen tonos minerales de los que se ha hecho eco la campaña del Vino de las Piedras, en la que se resaltan los tonos minerales de los caldos de la zona, y se exaltan en la Ruta de Verano del Vino de las Piedras, con diversos actos de música, teatro y otras manifestaciones artísticas, además de carpas en las que las bodegas ofrecen sus vinos y otras en las que restaurantes de la zona ofrecen sus mejores recetas.
- La Fiesta de la Vendimia tiene lugar en las fiestas de septiembre. Durante un tiempo se celebró a finales de agosto pero luego fue devuelta a su fecha original. Es un día de exaltación del vino y constituye un escaparate de las bodegas de la zona. Entre los actos más característicos figura el que de la Fuente de la Mora emane vino durante ese día. Desde Zaragoza acude el Tren del Vino —con locomotora y vagones antiguos— que trae a numerosos visitantes. Uno de los actos más relevantes es el primer pisado de la uva, que se desarrolla en la Plaza del Ayuntamiento al son de la jota de la Manolita.
- Entre el 13 y el 18 de septiembre, se celebran las fiestas patronales en honor al Santo Cristo de Santiago. Durante las fiestas hay encierros por las mañanas, vaquillas por la tarde en la plaza de toros y toro de ronda por las noches. El último día se ofrece una gran paellada para todos los asistentes; por la noche se realiza la sardinada de Santurce, pueblo hermanado con Cariñena.[17]

## Localidades hermanadas
- Almuñécar, Granada
- Saint-Pierre-d'Oléron (Francia)
- Santurtzi, Vizcaya
- Santa Brígida, Gran Canaria
- Spangenberg (Alemania)
- Rupea (Rumanía)